# ATC kod S02
ATC kod S02 Otologici su terapeutska podgrupa sistema za anatomsko terapeutsko hemijsku klasifikaciju. Ovaj sistem alfanumeričkih kodova je razvio  za klasifikaciju lekova i drugih medicinskih proizvoda.  Podgrupa S02 je deo anatomske grupe S Senzorni organi.

Kodovi za veterinarsku upotrebu (ATCvet kodovi) se mogu formirati stavljanjem slova Q ispred humanih ATC kodova: QS02... ATCvet kodovi bez odgovarajućeg humanog ATC koda su navedeni sa vodećim Q na sledećoj listi.
Nacionalna izdanja ATC klasifikacije mogu da obuhvataju dodatne kodove koji nisu prisutni na ovoj listi.

### S02AA Antiinfektivi
S02AA01 Hloramfenikol
S02AA02 Nitrofural
S02AA03 Borna kiselina
S02AA04 Aluminijum acetotartrat
S02AA05 Kliokvinol
S02AA06 Vodonik peroksid
S02AA07 Neomicin
S02AA08 Tetraciklin
S02AA09 Hlorheksidin
S02AA10 Sirćetna kiselina
S02AA11 Polimiksin B
S02AA12 Rifamicin
S02AA13 Mikonazol
S02AA14 Gentamicin
S02AA15 Ciprofloksacin
S02AA16 Ofloksacin
S02AA30 Antiinfektivi, kombinacije
QS02AA57 Neomicin, kombinacije

## S02BKortikosteroidi

### S02BA Kortikosteroidi
S02BA01 Hidrokortizon
S02BA03 Prednizolon
S02BA06 Deksametason
S02BA07 Betametason
S02BA08 Fluocinolon acetonid

## S02C Kortikosteroidi i antiinfektivi u kombinacija

### S02CA Kortikosteroidi i antiinfektivi u kombinacija
S02CA01 Prednizolon i antiinfektivi
S02CA02 Flumetazon i antiinfektivi
S02CA03 Hidrokortizon i antiinfektivi
S02CA04 Triamcinolon i antiinfektivi
S02CA05 Fluocinolon acetonide i antiinfektivi
S02CA06 Deksametazon i antiinfektivi
S02CA07 Fludrokortizon i antiinfektivi
QS02CA90 Betametazon i antiinfektivi
QS02CA91 Mometazon i antiinfektivi

## S02D Drugi otologici

### S02DA Analgezici i anestetici
S02DA01 Lidokain
S02DA02 Kokain
S02DA03 Fenazon
S02DA04 Cinhokain
S02DA30 Kombinacije

## QS02Q Antiparazitici

### QS02QA Antiparazitici
QS02QA01 Lindan
QS02QA02 Sulfiram
QS02QA03 Ivermektin
QS02QA51 Lindan, kombinacije